# 楊輔清
楊 輔清（よう ほせい、Yáng Fǔqīng、? - 1874年）は、太平天国の指導者の一人。輔王に封ぜられた。
広西省潯州府桂平県出身。東王楊秀清の弟。金田蜂起の後に国宗に封ぜられた。天京事変の際は天京にいなかったために難を逃れた。1858年、江西省景徳鎮を攻略し、清軍に降伏した将軍の韋俊を破り池州を奪回し、輔王に封ぜられた。1860年には第二次江南大営攻略に参加し、安徽省寧国を占領し、さらに江蘇省宜興を占領してそこに輔王府をおいた。1864年、湖州の守備につくが、天京陥落後に上海に逃れた。その後マカオや内地を転々として再起を図った。1874年、福建省にいたところ太平天国の将軍で清朝に降伏していた馬融和によって発見され、知らせを受けた閩浙総督李鶴年により晋江県で捕えられ福州で斬られた。
一説には上海からサンフランシスコに逃れて三合会を創設したという。また別の説では1884年に閩浙総督何璟に捕らえられ殺害されたという。